# Sophie Scholl - De sidste dage
Sophie Scholl – De sidste dage (tysk: Sophie Scholl – Die letzten Tage) er en tysk biografisk film, instrueret af Marc Rothemund med Julia Jentsch i hovedrollen som Sophie Scholl.
Filmen er baseret på detaljerede og historisk korrekte dokumenter fra afhøringen af hende. I filmen lægges der stor vægt på at genskabe den autentiske baggrund.

## Handling
Filmen fortæller om de sidste dage af Sophie Scholls liv. Da hun og hendes bror uddeler illegale pamfletter ud på universitetet i München, opdages de af pedellen og bliver indbragt til Gestapo, hvor Sophie Scholl blev forhørt af kriminaloversekretæren Robert Mohr. Først benægter hun, hvad hun har gjort, men efter broderens tilståelse valgte hun ligeledes at tilstå. For at beskytte vennerne påtager de sig i første omgang hele ansvaret. Sophie, broderen Hans og vennen Christoph Probst dømmes til døden ved halshugning af Volksgerichtshof i München. 

## Medvirkende
- Julia Jentsch – Sophie Scholl
- Fabian Hinrichs – Hans Scholl
- Gerald Alexander Held – Robert Mohr
- Johanna Gastdorf – Else Gebel
- André Hennicke – Richter Dr. Roland Freisler
- Florian Stetter – Christoph Probst
- Johannes Suhm – Alexander Schmorell
- Maximilian Brückner – Willi Graf

## Ekstern henvisning
- Sophie Scholl - De sidste dage på Internet Movie Database (engelsk)
- Sophie Scholl - De sidste dage på Filmdatabasen
- Sophie Scholl - De sidste dage på Scope
- Sophie Scholl - De sidste dage i Svensk Filmdatabas (svensk)
- Sophie Scholl - De sidste dage på AlloCiné (fransk)
- Sophie Scholl - De sidste dage på MovieMeter (nederlandsk)
- Sophie Scholl - De sidste dage på AllMovie (engelsk)
- Sophie Scholl - De sidste dage på Turner Classic Movies (engelsk)
- Sophie Scholl - De sidste dage på The Movie Database (engelsk)
- Sophie Scholl - De sidste dage på Rotten Tomatoes (engelsk)